# Floriano Del Zio
 (octobre 2021).
Floriano Del Zio (Melfi, 2 avril 1831 - Rome, 1er février 1914) était un patriote et un homme politique italien. Il fut sénateur du royaume d'Italie pendant la 17e législature.

## Biographie
Né à Melfi, fils de Tolomeo Del Zio, notaire, et d'Anna Maria Mandile, une aristocrate, les membres de sa famille étaient des personnalités d'importance politique et culturelle. Un oncle paternel, Antenodoro, était soldat dans l'armée dev Joachim  Murat, occupait des postes importants dans les Carbonari et était l'un des partisans de la constitution Bourbon en 1848 . Ses frères, Ireneo et Basilide Del Zio étaient, respectivement, un homme de lettres et un médecin.
Floriano Del Zio entreprend ses premières études au séminaire de Melfi sous la direction de Luca Araneo, commençant à avoir des sympathies pour les idées libérales après l'insurrection de 1848 . En 1850, il s'installe à Naples, entreprend des études universitaires et obtient un diplôme en droit. Cependant, il n'exerce pas le métier d'avocat et enseigne la philosophie.
En raison de ses idées libérales, Del Zio surveillé par la police des Bourbons, n'a pas obtenu de licence d'enseignement et est contraint de donner des cours clandestinement. Avec d'autres intellectuels tels que Giacomo Racioppi et Giovanni Battista Ajello, il fonde en 1854, un cercle anti-Bourbon, qui a des contacts avec des entreprises allemandes et françaises et qui est supprimé prématurément en 1858.
À la fin de la même année, période au cours de laquelle le royaume des Deux-Siciles est sur le point de s'effondrer, il rejoint le Comité de l'Ordre de Naples, au sein duquel sont rassemblées les forces modérées pro-Cavour et pro-Mazzini. Il eut une certaine importance dans l' insurrection lucanienne et fut envoyé par le Comité de l'Ordre à Melfi en qualité de commissaire insurrectionnel dans le but d'organiser les juntes révolutionnaires à Melfi, Rapolla, Barile, Rionero et Atella .
Fin 1860, alors que la dynastie des Bourbons était désormais tombée, Del Zio retourna à Naples, où il rouvrira son école privée et fut nommé professeur par Francesco De Sanctis, ministre de l'Instruction publique. Il a également été professeur de philosophie aux lycées de Cagliari et Ferrare, et a également enseigné cette matière à l'Université de Pise .
Franc-maçon, on ne sait ni où ni quand il fut initié, mais en 1869, il fut élu vénérable maître de la loge Vautour ravivé à Melfi et la même année il participa à l'assemblée constituante maçonnique à Florence, durant laquelle Lodovico Frapolli fut élu grand maître du Grand Orient d'Italie, dont il fut lui-même élu grand orateur en 1871.
Avec son élection comme député, il abandonne l'enseignement pour se consacrer à la politique. Il est successivement réélu à la Chambre pendant cinq législatures jusqu'en 1880 par le collège de Melfi puis élu candidat au collège de Tricarico, en remplacement de Francesco Crispi, qui avait opté pour Palerme. Lors de sa vie politique, il entreprend d'aborder diverses questions telles que la question romaine et l'achèvement du chemin de fer d'ofantina. En 1876, il est nommé membre de la junte pour la nouvelle construction ferroviaire, dont il est également secrétaire, démissionne deux ans plus tard en décembre 1878. En 1891, il est élu sénateur du royaume. Del Zio est mort à Rome en 1914.